# Citadel van Boeda

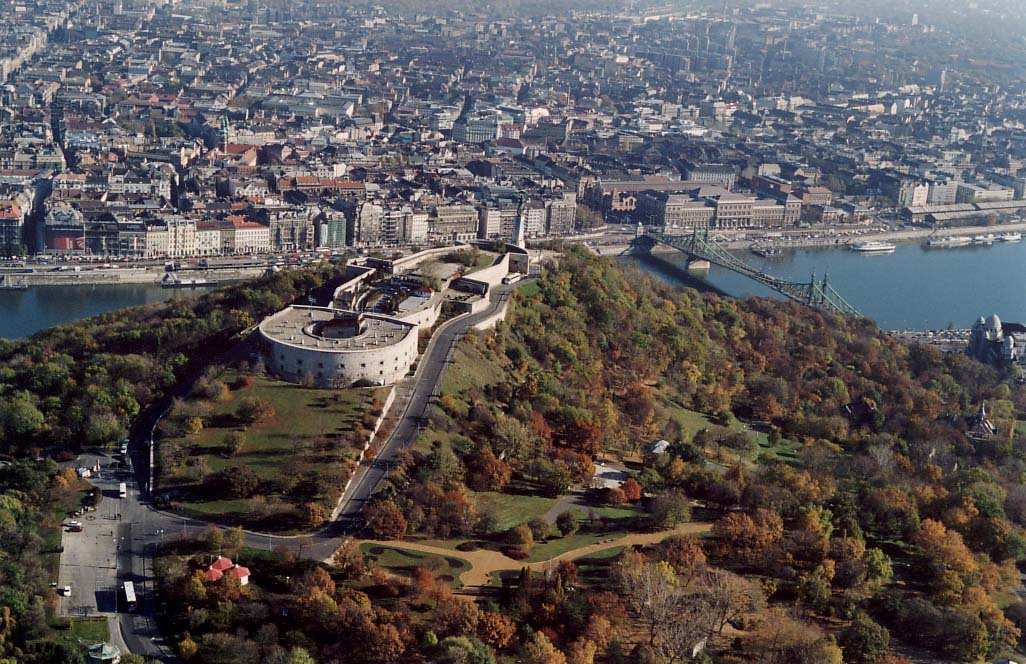
De citadel met op de achtergrond de Donau en de Vrijheidsbrug

De Citadel van Boeda (Citadella) is een vesting op de Gellértberg in Boedapest (District XI) die vrijwel het gehele bergplateau inneemt. Het bergplateau is 235 meter hoog.
De opstand van de Hongaarse vrijheidsstrijders in 1848 werd een jaar later door de Oostenrijkers met behulp van een Russisch leger onderdrukt. Om de bevolking van Boedapest angst en ontzag in te boezemen, werden er plannen gemaakt om grote verdedigingswerken aan te leggen. Van deze grootscheepse plannen werd alleen de citadel, gebouwd door Hongaarse dwangarbeiders, in 1854 verwezenlijkt.
In juni 1854 vestigden Oostenrijkse troepen zich in de citadel.
Na 1867, toen Oostenrijk en Hongarije een unie sloten - de Dubbelmonarchie - nam de betekenis van de citadel af.
Het stadsbestuur trachtte de citadel het militaire karakter te ontnemen. Pas eind 1899 kreeg het stadsbestuur de citadel in bezit.
Een paar maanden later, in 1900, werden de vestingmuren afgebroken.
De vesting ligt om een halfcirkelvormige binnenplaats. De vertrekken zijn in twee gangen gebouwd. In een negental gewelfde vertrekken, vroeger de kazematten, is nu een restaurant gevestigd.
Ten oosten van de citadel staat het Bevrijdingsmonument, dat ontworpen is door Zsigmond Kisfaludi-Stróbl. Het monument is in totaal 35 meter hoog en is ter herinnering van de bevrijding van de stad, in 1945 door de Russen, opgetrokken.
Aan de voet van een 14 meter hoog beeld van een vrouw die een palmtak omhoog houdt, stond /tot 1992/ een bronzen beeld van een Russische soldaat met de rode vlag. Links en rechts hiervan staan twee beelden, waarvan het ene de vooruitgang en het andere de vernietiging uitbeeldt.
Westelijk van de citadel ligt het grote Jubileumpark. Het is eigenlijk een herdenkingspark, aangelegd in 1967 bij de viering van het vijftigjarig jubileum van de Russische Oktoberrevolutie.
Boven op de citadel heeft men een panoramisch zicht over de stad, de Donau en zijn acht bruggen.